# Eva Putnová
Eva Putnová, provdaná Vykypělová (* 28. května 1950, Brno), je bývalá československá atletka, běžkyně, jejíž specializací byly sprinty. V současnosti je stále spoludržitelkou českého rekordu ve štafetě na 4 × 200 metrů (1:39,9 – 10. září 1968, Brno).

## Kariéra

### Začátky
S atletikou začínala ve VP Frýdek – Místek (1963 – 1965) a později závodila za Zbrojovku Brno (1966 – 1974).

### Mezinárodní úspěchy
První mezinárodní zkušenosti posbírala na druhém ročníku evropských juniorských her (předchůdce mistrovství Evropy juniorů v atletice) v Oděse v roce 1966, kde se zúčastnila závodu na 100 metrů. Z úvodního rozběhu však nepostoupila. 5. místo obsadila ve finále štafety na 4 × 100 metrů.
Zúčastnila se druhého, třetího a posledního ročníku evropských halových her (předchůdce halového ME v atletice), kde zaznamenala své největší úspěchy. V roce 1967, kdy se evropské halové hry konaly v Praze na Výstavišti, ve sportovní hale (dnes Tesla Arena) získala stříbrnou medaili ve štafetě na 4×150 metrů.
O rok později na EHH v Madridu vybojovala společně s Vlastou Seifertovou, Libuší Macounovou a Emílií Ovádkovou stříbrné medaile v kombinované štafetě na 1820 metrů (1+2+3+4 kola).
V roce 1969 obsadila na posledních evropských halových hrách v Bělehradě ve finále běhu na 50 metrů 7. místo. V roce 1971 na druhém halovém ME v Sofii postoupila z rozběhu do semifinále běhu na 60 metrů.
V letech 1966 – 1974 reprezentovala ve dvaceti mezistátních utkáních, z toho čtyřikrát v Evropském poháru.